# Tanta
Tanta (em árabe: طنطا) é quinta maior cidade do Egito, com uma população estimada de 1 100 000 habitantes em 2005. Tanta está localizada 94 km ao norte do Cairo e de 130 km sudeste de Alexandria. É a capital da província de Garbia e um centro para a indústria de descaroçamento de algodão e do entroncamento ferroviário do Delta do Nilo. Tanta é conhecida por seus doces, comidas durante os festivais mulid (em árabe: المولد). As ruas principais são as ruas Al-Bahr, Al-Galaa, Al-Saeed e Al-Nahaas. A temperatura varia entre 6,5 graus a 33,6 graus Celsius.